# Juan José Torres
Juan José Torres González (Cochabamba, Bolivie, 5 mars 1920 - Buenos Aires, Argentine, 2 juin 1976), surnommé JJ (initiales de son prénom), est un homme d'État bolivien, président de la Bolivie entre le 7 octobre 1970 et le 21 août 1971. Socialiste, il fut assassiné dans le cadre de l'opération Condor alors qu'il se trouvait en exil à Buenos Aires, en Argentine.

## Biographie
Juan José Torres entre en 1941 à l'âge de 21 ans à l'école militaire d'artillerie d'Argentine. De retour en Bolivie, il devient attaché militaire au Brésil puis ambassadeur en Uruguay, avant d'être nommé chef d'état-major des armées boliviennes : c'est dans ce cadre qu'il dirige la lutte contre la guérilla d'Ernesto Guevara, en 1967.
En 1969, le président Siles Salinas, qui a succédé au général Barrientos après la mort de celui-ci dans un accident d'avion, est victime d'un coup d'État dirigé par Alfredo Ovando Candía ; Ovando est lui-même renversé par le général Rogelio Miranda (en) la même année. C'est à ce moment-là que Juan José Torres organise un « contre-coup d'État » et devient le 50e président de la Bolivie. Appartenant au courant nationaliste et réformiste de l’armée, il dénonce le capitalisme parce qu'il perpétue le sous-développement et la dépendance du pays à l'égard de l'étranger. En 1969, il avait été l'un des principaux protagoniste de la nationalisation de la Gulf Oil et avait participé à l'occupation du siège de la société à La Paz.
Dans son premier discours en tant que chef de l’État, il précise l'orientation de son gouvernement : « Nous favoriserons l'alliance des forces armées avec le peuple et construirons la nationalité sur quatre piliers : les travailleurs, les universitaires, les paysans et les militaires. Nous ne séparerons pas le peuple de son bras armé et imposerons un gouvernement nationaliste-révolutionnaire qui ne se rendra pas, défendra les ressources naturelles, si nécessaire au prix de sa propre vie. » Il instaure une Assemblée du peuple, s’apparentant à un soviet, qui se réunit au Parlement ; exproprie l'industrie du sucre ; amorce des négociations avec le gouvernement chilien de Salvador Allende afin d'obtenir un accès bolivien à la mer ; amnistie les anciens rebelles qui n'avaient pas été assassinés après leur capture (dont Régis Debray) ; augmente le budget des universités et demande la fermeture du Centre de transmissions stratégiques des États-Unis (connue comme le Guantanamito).
Rapidement son gouvernement est sujet à des pressions extérieures. L'ambassadeur des États-Unis Ernest Siracusa (qui avait participé au coup d’État contre Jacobo Arbenz au Guatemala en 1954, puis avait été expulsé du Pérou en 1968, accusé d’être un homme de la CIA) le somme de changer de politique, le menaçant de blocage financier. La Banque mondiale et la Banque interaméricaine de développement lui refusent les prêts nécessaires à la poursuite des travaux de développement industriel. Mais son gouvernement n'est pas stable, car soutenu seulement par une minorité de l'armée et par la classe moyenne du pays. Les classes aisées, une partie de l’armée, l'aile droite du MNR et le parti phalangiste complotent contre lui. En 1971, il est forcé de s'exiler en Argentine lorsque le colonel d'extrême droite Hugo Banzer, soutenu par le régime militaire brésilien et les États-Unis, le renverse après plusieurs jours de combats entre la faction putschiste de l'armée et les milices ouvrières et paysannes qui tentaient de faire échec au coup d’État.
Depuis l'Argentine, Torres planifie son retour en Bolivie, organisant la révolution qui pourrait provoquer la chute du régime de Banzer, mais il disparaît le 1er juin 1976, deux mois après le putsch de Jorge Rafael Videla : il est retrouvé mort le lendemain, criblé de balles. Les gouvernements argentin et bolivien de l'époque ont rejeté toute accusation.